# Vågåmo
Vågåmo ist eine Ortschaft in der norwegischen Kommune Vågå in der Provinz (Fylke) Innlandet. Der Ort stellt das Verwaltungszentrum von Vågå dar und hat 1471 Einwohner (Stand: 1. Januar 2024). Vågåmo liegt im Mündungsgebiet der Finna in die Otta.

## Geografie
Vågåmo ist ein sogenannter Tettsted, also eine Ansiedlung, die für statistische Zwecke als eine städtische Siedlung gewertet wird. Der Ort liegt am Nordostufer des Sees Vågåvatnet im Tal Ottadalen. Das Vågåvatnet ist ein in West-Ost-Richtung im Verhältnis zu seiner Nord-Süd-Ausdehnung langgestreckter See. Bei Vågåmo fließt vom Vågåvatnet in Richtung Osten der Fluss Otta ab. In Vågåmo selbst mündet die aus dem Nordwesten durch das Finndalen auf den Ort zufließende Finna in die Otta. Der Ortskern von Vågåmo befindet sich auf der Landspitze zwischen dem Vågåvatnet und der Otta im Süden sowie der Finna im Nordosten. In der Umgebung von Vågåmo befinden sich zahlreiche Berge, die Höhen von über 1000 moh. erreichen.
Der Ort gilt als stark hochwassergefährdet. Im Jahr 1860 kam es zu einer großen Überschwemmung an der Finna. Als Reaktion darauf wurde im Jahr 1910 der unterste Kilometer der Finna gesichert. Der angebrachte Schutz konnte aber einer Flut im Jahr 1938 nicht standhalten. In den Jahren 1939 und 1940 wurden daraufhin im ganzen Ort Deiche errichtet, die nach einer erneuten Flut im Jahr 1958 erhöht wurden. Ein Bericht der Wasser- und Energiebehörde Norges vassdrags- og energidirektorat aus dem Jahr 2022 zeigte auf, dass aufgrund ansteigender Pegel die Gefährdung mit der Zeit erneut zunahm.

## Verkehr
Der Riksvei 15 führt am Südufer des Vågåvatnet aus dem Westen Richtung Vågåmo. Auf Höhe von Vågåmo führt die Straße über eine Brücke auf die Nordseite der Otta und weiter über die Finna in den Osten. Der Riksvei mündet schließlich außerhalb der Kommune Vågå in der Kleinstadt Otta in die Europastraße 6 (E6).
Vom Riksvei 15 zweigen bei Vågåmo sowohl der Fylkesvei 2640 als auch der Fylkesvei 2630 in die Ortsmitte ab. Der Fylkesvei 2640 führt entlang des Nordufers des Vågåvatnets in den Westen weiter.

## Kultur und Sport
In Vågåmo steht die Kirche Vågå (Vågåkyrkja), eine Holzkirche mit kreuzförmigem Grundriss. Die Kirche wurde zwischen 1625 und 1630 erbaut. Der Bau ersetzte eine Stabkirche, die zuvor als Kirche für Vågå gedient hatte und die im 12. Jahrhundert erbaut worden war. Beim Neubau wurden Bauteile aus der früheren Stabkirche wiederverwendet.
Etwas westlich von Vågåmo liegt auf einer Anhöhe das Freilichtmuseum Jutulheimen – Vågå bygdamuseum, das eine Abteilung vom Gudbrandsdalsmusea bildet. Bei Vågåmo befindet sich seit 1992 eine Gleitschirmflug-Anlage.

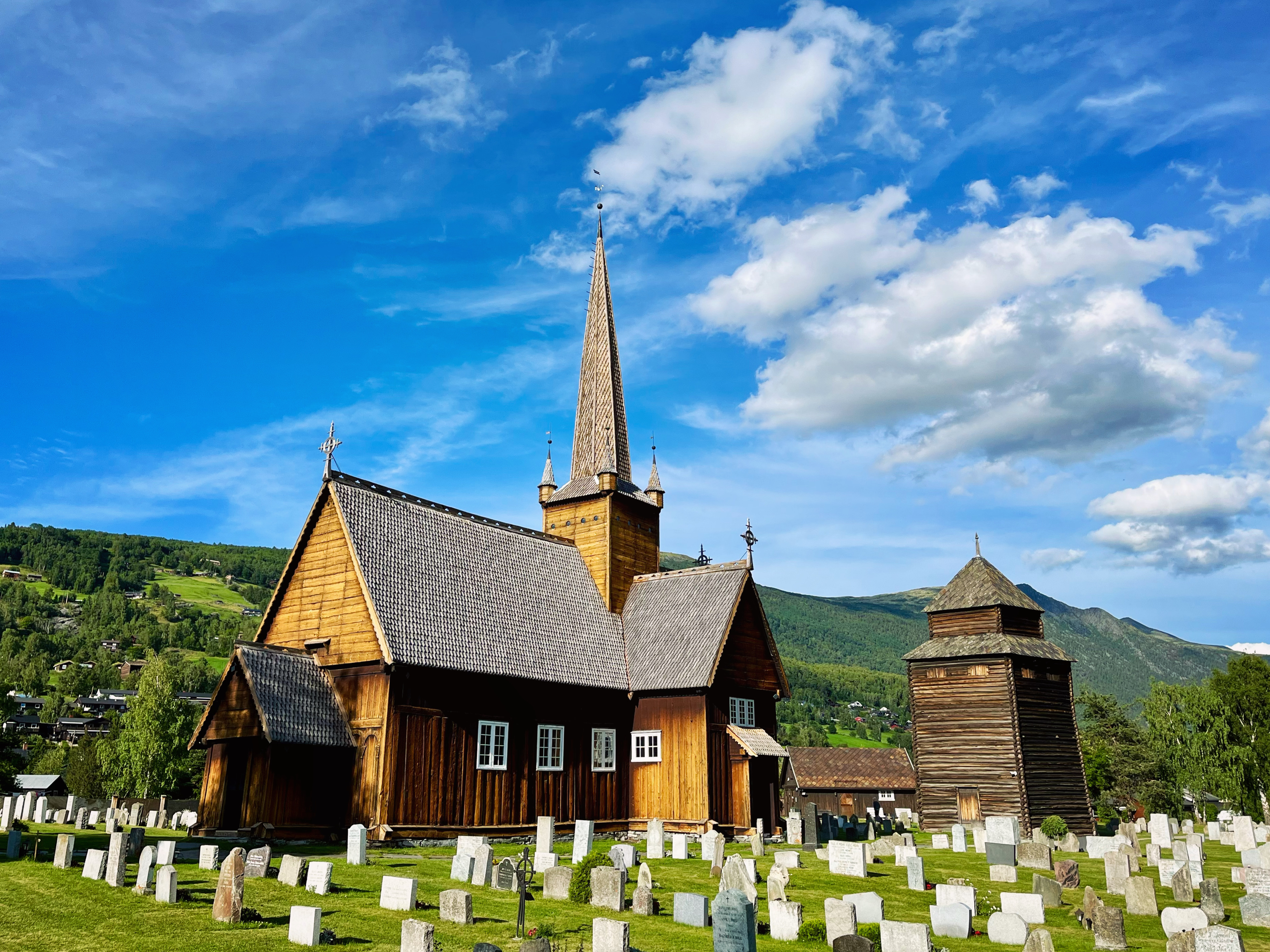
Kirche in Vågåmo
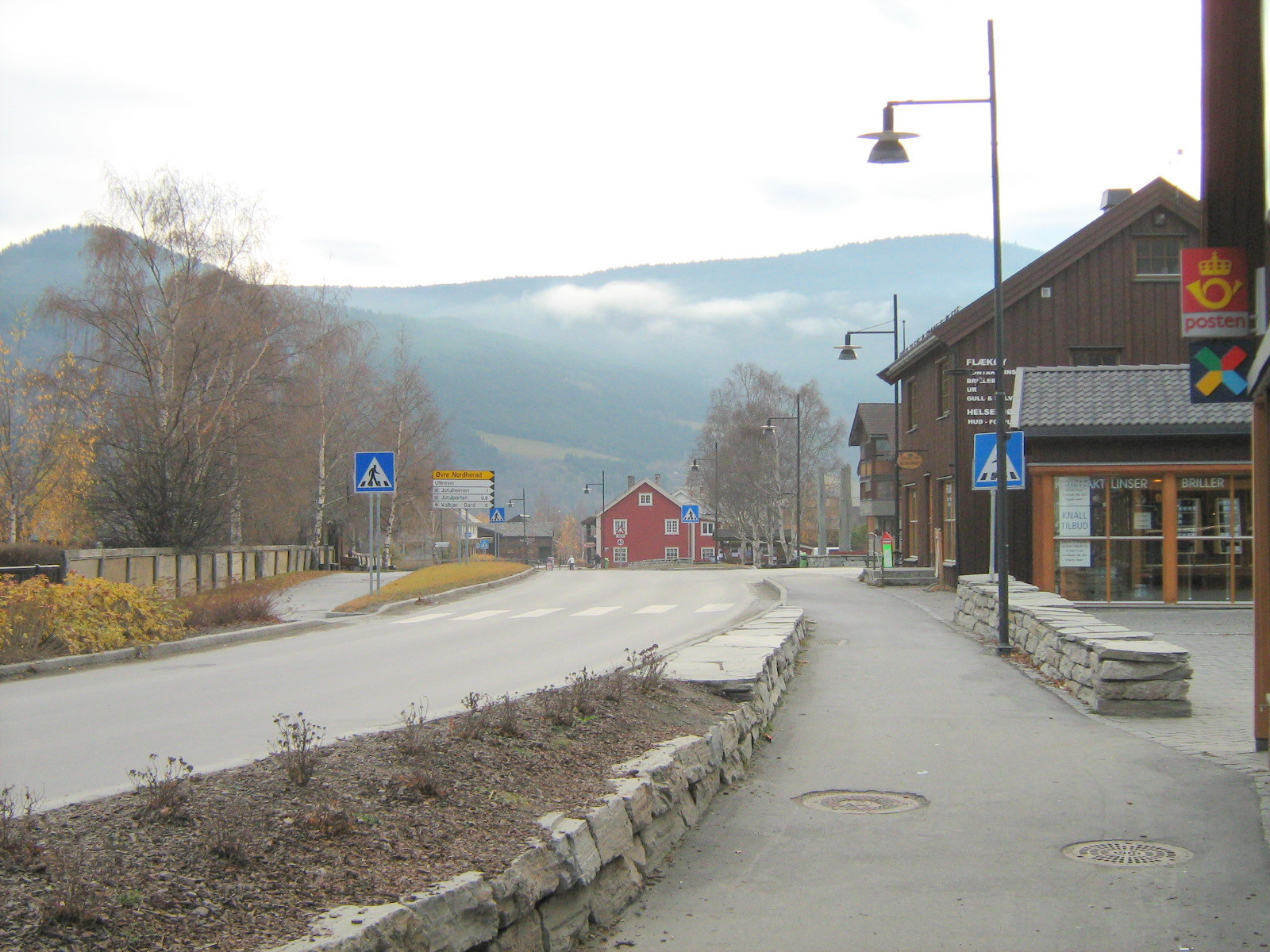
Zentrum von Vågåmo